# Chata na prodej
Chata na prodej je česká filmová komedie režiséra Tomáše Pavlíčka z roku 2018. Pojednává o rodině, která přemýšlí, jestli prodat či neprodat chatu, když na ni nikdo nejezdí. Před rozhodnutím o prodeji je na chatě uspořádána rodinná sešlost.

## Výroba
Natáčet se začalo v bytě v pražské Michli. Chata z názvu filmu, kde se hlavně natáčelo, se nachází v osadě u Sázavy.

## Obsazení
| Ivana Chýlková   | matka                    |
| Jan Kačer        | děda                     |
| David Vávra      | otec                     |
| Jan Strejcovský  | syn                      |
| Judit Bárdos     | Lucie, synova přítelkyně |
| Jana Synková     | babička                  |
| Tereza Voříšková | dcera                    |
| Michael Pitthan  | Sebastian, dceřin přítel |
| Václav Kopta     | soused                   |
| Zuzana Kronerová | realitní makléřka        |
| David Máj        | kupec                    |
| Ester Geislerová | jeho žena                |
| Robin Kvapil     | řidič                    |

## Recenze
- Rimsy, MovieZone.cz
- Mirka Spáčilová, iDNES.cz
- Jan Gregor, Aktuálně.cz
- František Fuka, FFFilm